# Edmond Jaloux

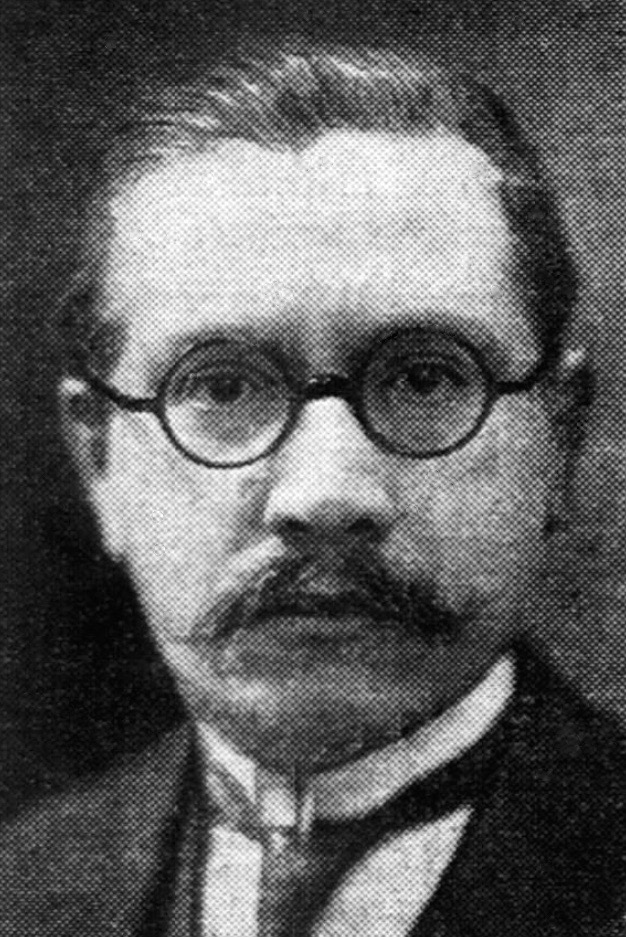
Edmond Jaloux

Edmond Jaloux (* 19. Juni 1878 in Marseille; † 22. August 1949 in Lutry bei Lausanne) war ein französischer Schriftsteller und Literaturkritiker.
Jaloux arbeitete von 1917 bis 1923 als Beamter im französischen Außenministerium. Seit 1936 war er Mitglied der Académie française. Ab 1940 lebte er in der Schweiz.
Jaloux’ schwermütige und psychologische Romane haben teilweise surrealistische Elemente. Stefan Zweig attestierte ihm beste Kenntnisse über Rainer Maria Rilke und schrieb 1931 in einem Artikel: «Edmond Jaloux hat viele Romane geschrieben. Die meisten haben schmales Format. So wenig wie das Aquarell die ausgreifenden Dimensionen des Fresco verträgt, würde seine zarte Kunst dem Rahmen des mehrbändigen, weltbauenden Epos entsprechen. Er zieht seinen Rahmen eng, aber er füllt ihn ganz.»
Er wurde auf dem Lausanner Hauptfriedhof Cimetière du Bois-de-Vaux beerdigt.

## Werke